# Tullio Serafin
Tullio Serafin (Rottanova di Carvazere, 1 de septiembre de 1878-Roma, 2 de febrero de 1968) fue un director de orquesta italiano.

## Biografía

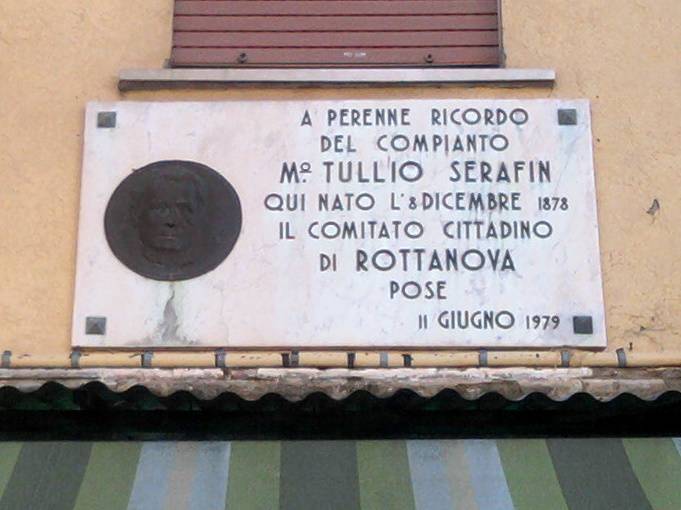
Placa conmemorativa en la casa natal de Tullio Serafin en Rottanova.

Estudió en Milán y tocó como violinista en la orquesta de la Scala. Debutó como director en Ferrara en 1898 y Arturo Toscanini le nombró su asistente en la Scala en 1901. Más tarde el dirigirá en Turín en 1903 y en la Scala entre 1909 y 1914 y, más tarde, entre 1917 y 1918. Participó en la inauguración del Festival de Verona en 1913.
Descubrió a grandes cantantes líricos como Beniamino Gigli, Rosa Ponselle o Maria Callas, que escuchó por primera vez en Verona. También apoyó la carrera de Joan Sutherland, a la que dirigió en el Covent Garden en Londres en una famosísima Lucía de Lammermoor de Donizetti.
Entre 1924 y 1934 dirigió en el Metropolitan Opera House de Nueva York y realizó allí numerosos estrenos en América de obras tan importantes como Turandot de Giacomo Puccini o La vida breve de Manuel de Falla. En 1934, es nombrado director permanente de la Ópera de Roma, puesto que mantendrá hasta 1943. Director artístico de la Scala de Milán (1946-1947). Entre 1956 y 1958 actuará en la Lyric Opera de Chicago. En 1962 se retirará en la Ópera de Roma con la interpretación del Otello de Gioacchino Rossini.
El maestro Serafín fue muy apreciado en Buenos Aires. Durante 9 temporadas en el Teatro Colón entre 1914 y 1951, dirigió 368 representaciones de ópera de 63 óperas diferentes. Esto incluyó muchas obras rara vez interpretadas de compositores tales como Alfano, Catalani, Giordano, Massenet, Montemezzi, Monteverdi, Pizzetti, Respighi, Rimski-Kórsakov y Zandonai.
Durante la ocupación alemana se atrevió a interpretar música contemporánea: Wozzeck de Alban Berg y Vol de Nuit de Luigi Dallapiccola.
Su carrera estuvo consagrada a la lírica. Gracias al productor discográfico Walter Legge grabó gran parte del repertorio italiano: Vincenzo Bellini, Gaetano Donizetti, Ruggero Leoncavallo, Pietro Mascagni, Giacomo Puccini, Giuseppe Verdi. Sus interpretaciones fueron muy celebradas por la crítica, a menudo por los extraordinarios cantantes a los que dirigió, como Maria Callas, Victoria de los Ángeles, Christa Ludwig, Elisabeth Schwarzkopf, Franco Corelli o Tito Gobbi.
En el Mayo Musical Florentino ha dirigido frecuentemente obras de Gioacchino Rossini como Mosè in Egitto, Semiramide, Armida o La dama del lago.
Su esposa, Elena Rakowska (1876-1964), fue una soprano de origen polaco que cantó en el Met y en la Scala.

## Estrenos
Aparte de dedicarse al gran repertorio lírico, Serafin también estrenó obras importantes de sus contemporáneos, como las siguientes.

### Óperas
- Resurrezione (1904) y Cyrano de Bergerac (1936) de Franco Alfano.
- Empereur Jones (1933) de Louis Gruenberg.
- Merry Mount (1934) de Howard Hanson.
- Ecuba (1941), Vergilli Aeneis (versión escénica, 1958) de Gian Francesco Malipiero.
- L'amore dei tre re (1913) de Italo Montemezzi.
- Orsèolo (1935) de Ildebrando Pizzetti.
- The King's Henchman y Peter Ibbetson de Deems Taylor.

### Música orquestal
- Sinfonietta (1931) de Alexandre Tansman.

## Escritos
En colaboración con Alceo Toni escribió sobre la historia de la ópera italiana:
- Serafin, T.; Toni, A. Stile, tradizioni e convenzioni del melodramma, italiano del Settecento e dell'Ottocento, Milán, 1958-1964.